# مدار قطبی

مدارهای قطبی بر روی نقشه زمین

مدار قطبی یک اصطلاح جغرافیایی است که به مدار قطبی شمال یا مدار قطبی جنوب اشاره می‌کند که دو مورد مهم از مدارهای جغرافیایی بر روی زمین هستند. مدار شمالگان در حال حاضر با سرعتی در حدود ۱۴٫۵ متر در سال به سمت شمال در حال حرکت است و امروزه به‌صورت میانگین (یعنی بدون در نظر گرفتن حرکت ترقصی) در عرض جغرافیایی ۶۶°۳۳′۵۰٫۵″ شمالی قرار دارد. مدار جنوبگان نیز در حال حاضر با سرعتی در حدود ۱۴٫۵ متر در سال به سمت جنوب در حال حرکت است و امروزه به‌صورت میانگین در عرض جغرافیایی ۶۶°۳۳′۵۰٫۵″ جنوبی قرار دارد. مدارهای قطبی اغلب با مناطق قطبی زمین برابری می‌کنند. به دلیل محیط آب و هوایی ذاتی این مناطق، در بخش عمده ای از مدار قطبی شمال، که بیشتر آن دریاست، به ندرت انسان مستقر است، در حالی که این وضعیت در تمام جنوبگان صدق می‌کند که عمدتاً خشکی است و با ورقه‌های یخی ضخیم پوشیده شده است.